# Gmina Wilków (Powiat Opolski)
Die Gmina Wilków ist eine Landgemeinde im Powiat Opolski der Woiwodschaft Lublin in Polen.

## Gliederung
Zur Landgemeinde Wilków gehören folgende Ortschaften:
Brzozowa
Dobre
Kąty
Kępa Chotecka
Kłodnica
Kolonia Wrzelów
Kosiorów
Lubomirka
Machów
Majdany
Małe Dobre
Podgórz
Polanówka
Rogów
Rogów-Kolonia
Rybaki
Szczekarków
Szczekarków-Kolonia
Szkuciska
Urządków
Wilków
Wilków-Kolonia
Wólka Polanowska
Zagłoba
Zarudki
Zastów Karczmiski
Zastów Polanowski
Żmijowiska

## Natur
Bei Dobre befindet sich mit der Skarpa Dobrsk ein Naturreservat des Landschaftsschutzparks Kazimierz.